# Mastka
Mastka (łac. smegma oznacza „mydło” lub „myć”) – mazista biała lub żółta serowata wydzielina gruczołów apokrynowych gromadząca się u mężczyzn (łac. Smegma praeputii) pod napletkiem, głównie w rowku zażołędnym członka, a u kobiet (łac. Smegma clitoridis) pod napletkiem łechtaczki oraz pomiędzy wargami sromowymi mniejszymi. Składa się z mieszanki stłuszczonych i złuszczonych komórek nabłonkowych napletka, flory bakteryjnej oraz łoju. Zawiera także resztki moczu, a u mężczyzn również spermy. Nie jest objawem żadnej choroby wenerycznej oraz również nie wiąże się ze zwiększonym ryzykiem raka, jak dawniej myślano. Może jednak powodować nieprzyjemny zapach lub, w niektórych przypadkach, twardnieć i prowadzić do podrażnień w obrębie narządów płciowych.

## Mastka u człowieka

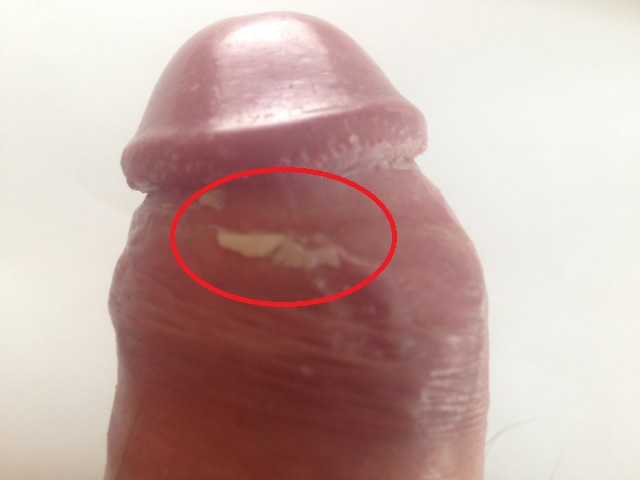
Mastka na penisie

Zarówno kobiety i mężczyźni produkują smegmę. U kobiet, gromadzi wokół łechtaczki, w fałdach mniejszych warg sromowych, u mężczyzn, mastka może zbierać się pod napletkiem.

### Mastka u mężczyzn

#### Powstawanie smegmy
Początkowo uważano, że mastka jest wytwarzana przez gruczoły łojowe w pobliżu wędzidełka zwane gruczołami Tysona. Gruczoły te istnieją u wielu gatunków, jednak u człowieka nie udało się stwierdzić ich obecności i ich istnienie jest kwestionowane.
Joyce Wright stwierdza w wynikach swoich badań, że mastka produkowana jest z mikroskopijnych wypukłości błony śluzowej powierzchni napletka i komórek, które stale rosną, następuje ich zwyrodnienie tłuszczowe i oddzielają się, tworząc smegmę.

#### Skład smegmy
Mastka zawiera 26,6% tłuszczów i 13,3% białka, co można uznać za skład zgodny z martwiczymi pozostałościami nabłonka. Nowo produkowana mastka ma gładką, wilgotną konsystencję. Uważa się, że jest bogata w skwalen (węglowodór nienasycony o własnościach przeciwgrzybiczych i bakteriobójczych będący składnikiem sebum) i zawiera wydzieliny gruczołu krokowego i nasienia, złuszczone komórki nabłonkowe i mucyny. Niektórzy stwierdzają, że zawiera anty-bakteryjne enzymy, takie jak np. lizozym i hormony, np. androsteron, chociaż inni zaprzeczają temu.

#### Mastka a dojrzałość płciowa
Według wyników badań Joyce Wright, w okresie dzieciństwa jest produkowane mało smegmy, chociaż napletek może zawierać gruczoły łojowe. Produkcja smegmy wzrasta od młodości aż do okresu dojrzałości płciowej, kiedy mastka może w pełni spełniać funkcję nawilżającą, a od wieku średniego produkcja zaczyna się zmniejszać i w podeszłym wieku praktycznie mastka nie jest produkowana. Z badań J. Oster wynika, że częstość występowanie smegmy wzrasta z 1% wśród dzieci w wieku 6–7 lat do 8% między 16–17 lat (z ogólną częstością 5%). 

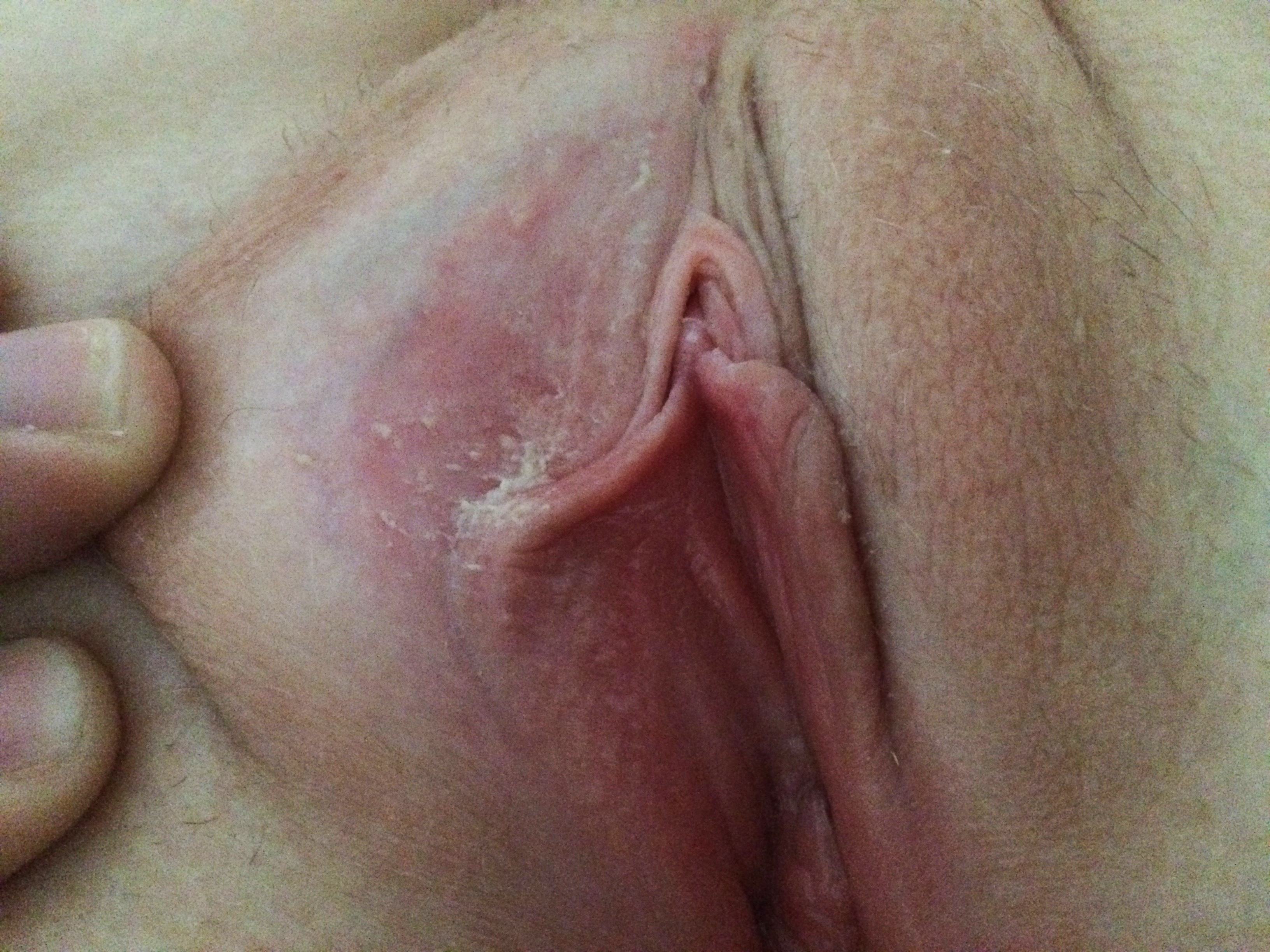
Mastka na sromie kobiety

#### Rola smegmy i kwestie higieny
U mężczyzn, mastka pomaga utrzymać wysoką wilgotność żołędzi i ułatwia stosunek płciowy, działając jako środek nawilżający. W trakcie stosunku lub masturbacji mastka jest usuwana. Może to mieć znaczenie w przypadku mężczyzn niesłusznie oskarżonych o gwałt. Obecność smegmy stwierdzona wkrótce po rzekomym stosunku jest wtedy dowodem ich niewinności. Jej brak nie jest jednak dowodem winy, ponieważ jej usunięcie mogło (a nawet powinno) nastąpić w wyniku czynności higienicznych.
Z przyczyn zdrowotnych zaleca się usuwanie mastki. Jej nagromadzenie może ograniczać ruch napletka oraz stanowić miejsce rozwoju bakterii, co może skutkować stanem zapalnym żołędzi. Najprostszym sposobem na usunięcie smegmy jest codzienna higiena osobista. U mężczyzn oznacza to dokładne oczyszczenie narządów płciowych, także wokół i pod napletkiem.

### Mastka u kobiet
Nagromadzenie sebum połączone z martwymi komórkami skóry tworzy smegmę. Smegma clitoridis jest definiowana jako wydzielina gruczołów apokrynowych łechtaczki, w połączeniu ze złuszczającymi się komórkami nabłonka. Podobnie jak u mężczyzn, najprostszym sposobem na usunięcie smegmy z kobiecych narządów płciowych jest właściwa higiena osobista. Zalecane jest również noszenie bielizny wykonanej z oddychających materiałów, takich jak bawełna, oraz unikanie noszenia ciasnych spodni, aby zmniejszyć ryzyko nagromadzenia się smegmy.

## Mastka u innych ssaków
U zdrowych zwierząt, smegma pomaga oczyścić i nawilżyć genitalia. W medycynie weterynaryjnej analiza smegmy jest czasem wykorzystywana do wykrywania patogenów układu moczowo-płciowego takich jak Tritrichomonas foetus. Niektórzy lekarze weterynarii koni zalecają okresowe czyszczenie męskich narządów płciowych w celu poprawy zdrowia zwierząt.